# Nelson Semperena
Nelson Semperena, vollständiger Name Nelson Eusebio Semperena González, (* 19. Februar 1984 in Montevideo) ist ein uruguayischer Fußballspieler.

## Karriere

### Verein
Der 1,82 Meter große Defensivakteur Semperena gehörte zu Beginn seiner Karriere von 2002 bis Ende 2007 der Mannschaft Defensor Sportings an, für die er ab der Saison 2004 saisonübergreifend in 90 Spielen der Primera División auflief und einen Treffer erzielte. Anschließend war Semperena bis in den Januar 2011 bei Central Español aktiv. Dort schoss er vier Tore bei 72 Erstligaeinsätzen. Sodann setzte er seine Karriere bis Mitte Juli 2012 beim Zamora FC fort. Bei den Venezolanern bestritt Semperena 49 Erstligapartien und traf einmal ins gegnerische Tor. In der Copa Libertadores 2012 wurde er sechsmal (kein Tor) eingesetzt. In der Saison 2012/13 war Liverpool Montevideo sein Arbeitgeber. Für den Klub aus Montevideo wirkte er – jeweils ohne persönlichen Torerfolg – in 13 Spielen der höchsten uruguayischen Spielklasse und sechs Begegnungen der Copa Sudamericana 2012 mit. Im September 2013 verpflichtete ihn der Zweitligist Huracán Football Club, in dessen Reihen er in der Apertura 2013 in zwölf Partien (kein Tor) der Segunda División mitwirkte. Zum Jahresanfang 2014 schloss er sich dem peruanischen Verein Los Caimanes an, für den er zehn persönlich torlose Begegnungen in der Primera División absolvierte. Im Februar 2015 kehrte er zum Huracán Football Club zurück und wurde in der Clausura 2015 in 13 Zweitligaspielen eingesetzt. Dabei zeichnete er sich dreimal als Torschütze aus. Mitte Juni 2015 trat er ein Engagement beim Metropolitanos FC an. Nach 15 Erstligaeinsätzen und einem Tor verließ er den Klub Anfang Februar 2016 und spielte fortan für Mineros de Guayana. Beim venezolanischen Erstligisten aus Ciudad Guayana kam er bislang (Stand: 24. Juli 2017) 24-mal (ein Tor) in der Primera Division zum Einsatz.

### Nationalmannschaft
Semperena gehörte der von Juan Jacinto Rodríguez trainierten U-17-Auswahl Uruguays an, die an der U-17-Südamerikameisterschaft 2001 in Peru teilnahm und den 6. Platz belegte. 2003 war er Mitglied des Aufgebots der uruguayischen U-20-Nationalmannschaft bei der U-20-Südamerikameisterschaft 2003.